# Ibrahima Baldé (Fußballspieler, 2003)
Ibrahima Baldé (* 17. Januar 2003 in Paris) ist ein französisch-senegalesischer Fußballspieler, der bei Rodez AF unter Vertrag steht.

## Karriere

### Verein
Baldé begann seine fußballerische Ausbildung im Alter von acht Jahren bei Montmartre SPO, ehe er 2012 zu Red Star Paris wechselte und dort bis 2018 in der Jugend aktiv war. Anschließend wurde er vom RC Lens verpflichtet. Dort spielte er in der Saison 2020/21 bereits fünfmal für die zweite Mannschaft in der National 2. Auch in der Folgesaison war er noch in der Zweitmannschaft aktiv, kam aber auch schon zu Einsätzen in der Coupe de France für die Profis. Sein Debüt in der Ligue 1 gab er am 21. November 2021 (14. Spieltag) bei einer 0:4-Niederlage gegen Stade Brest, als er spät für Gaël Kakuta ins Spiel kam. Im August 2022 wurde der Franzose für eine Spielzeit an den FC Annecy ausgeliehen. Im Sommer 2024 wechselte er in die Ligue 2 zu AF Rodez.

### Nationalmannschaft
Baldé spielte im Dezember 2019 einmal für die französische U17-Junioren.